# وليد الداعوق
وليد الداعوق (و. 2 نوفمبر 1958)، هو قانوي لبناني ووزير الاعلام في حكومة نجيب ميقاتي التي تشكلت في 13 يونيو 2011.

## حياته
ولد الداعوق في بيروت، في 2 نوفمبر 1958، متزوج وله ثلاثة أولاد. عضو نقابة المحامين في بيروت، ومجلس إدارة شركات لبنانية وأجنبية، لجنة التحكيم في نقابة المحامين في بيروت (2008 – 2009)، مجلس إدارة مجلس الإنماء والاعمار منذ عام 2001 إلى 2004. مفوض الحكومة اللبنانية لدى لجنة بورصة بيروت منذ عام 1994 لغاية تاريخه. تدرج عام 1981 في مكتب يوسف تقلا للمحاماة، ومنذ عام 1985 حتى تاريخه محام بالاستئناف. متخصص في القانون التجاري والمدني والعقاري، محام ومستشار قانوني لعدة شركات دولية ولبنانية ومنظمات دولية. عضو مجلس العمدة في مؤسسات الرعاية الإجتماعية في لبنان (دار الأيتام الإسلامية)، منخرط في أنشطة اجتماعية ورياضية وأهلية وعائلية وتربوية.